# ジャック・テイタム
ジャック・テイタム（John David Tatum、1948年11月18日 - 2010年7月27日）はニュージャージー州出身の元アメリカンフットボールNFL選手。1971年から1980年までオークランド・レイダース、ヒューストン・オイラーズでディフェンスバックとしてプレイした。彼はアサシン(Assassin)の異名で知られた。1973年から1975年まで3年連続でプロボウルに選ばれ第11回スーパーボウルではチームの優勝に貢献している。テイタムは最も激しいハードヒッターの1人としての評価を得ている。スポーツ・イラストレイテッドによる投票で20世紀のベストディフェンスバックは誰であるか投票では8%の支持を得た。
2005年1月にスポーツ・イラストレイテッドのウェブサイトで彼はNFL史上5本の指に入る悪童だったとされた。他の4人は、ドウェイン・トーマス、ジョー・ネイマス、ジョン・マトゥザック、ジョン・リギンズである。

## 大学時代
彼はノースカロライナ州チェリービルに生まれニュージャージー州パサイクで育った。少年時代にはスポーツをすることに興味を持たず初めてアメリカンフットボールを行なったのは高校2年のときだった。彼はランニングバック、フルバック、ディフェンスバックとしてプレイし、州のファーストチームに選ばれた。高校3年のときにオールアメリカに選ばれた。1999年に地元紙である「The Star-Ledger」によって20世紀中のニュージャージー州ディフェンスプレイヤーとして10傑に選ばれている。
高校卒業後、オハイオ州立大学への進学を決めた。ヘッドコーチのウッディ・ヘイズは彼をランニングバックにしようとした。しかしアシスタントコーチのルー・ホルツはテイタムを大学1年の間にディフェンスバックにコンバートした。彼は相手チームのエースワイドレシーバーと対峙するように配置されたが、ヒット能力を買われてラインバッカーとしても使われた。
1968年から1970年までの3年連続でビッグ・テン・カンファレンスのファーストチームに選ばれ1969年、1970年にはハイズマン賞の投票で守備選手最高の票を獲得、オールアメリカンにも選出された。1970年には全米最優秀守備選手として表彰された。彼が先発出場した3年間で大学は27勝2敗の数字を残し1968年にはチャンピオンシップゲームにまで進出した。
1981年にオハイオ州立大学のスポーツ選手の殿堂入りを果たし、またカレッジフットボールの殿堂にも2005年に加わっている。

## NFL時代
1970年のシーズン終了後、レイダースはセイフティのデーブ・グレイソンが引退していたオークランド・レイダースに1971年のNFLドラフトで彼は1巡目全体19位で指名されて入団した。彼はアサシン（暗殺者）のニックネームで呼ばれるようになった。このニックネームで呼ばれることとなった起源は資料によって異なりオハイオ州立大学時代から呼ばれていた、ニューイングランド・ペイトリオッツのワイドレシーバー、ダリル・スティングレーにヒットした後だとも言われている。ボルチモア・コルツ戦でデビューした彼は相手タイトエンドのジョン・マッキー、トム・ミッチェルをノックアウトした。ゲーム後スポーツライターたちは彼を引退したシカゴ・ベアーズのラインバッカー、ディック・バトカスと比較し始めた。こうして彼は1年目から先発フリーセーフティーとなった。
1972年9月24日のグリーンベイ・パッカーズ戦では、相手RBマッカーサー・レインがファンブルしたボールをリカバーし、104ヤードのリターンTDをあげた。これはレイダースのチーム記録かつ、NFLタイ記録となっている。同年のピッツバーグ・スティーラーズとのプレーオフにおけるイマーキュレート・レセプションがある。残り時間22秒でスティーラーズのQBテリー・ブラッドショーはRBのジョン・フッカにパスを投げた。テイタムがフッカにヒットし、ボールは空中に飛び出した。これをRBのフランコ・ハリスがキャッチし、42ヤードを走り逆転のタッチダウンを決めた。
第11回スーパーボウルでの衝撃的なシーンとしてミネソタ・バイキングスのWR、サミー・ホワイトにヒットした際にホワイトのヘルメットをはじき飛ばしたプレイがある。これはスーパーボウル史上最も激しいヒットであったと考えられている。
しかし彼の最も知られたヒットは1978年のプレシーズンゲーム、ペイトリオッツ戦でパスを捕球しようとしたダリル・スティングリーに対するものである。このプレイでスティングリーは肋骨を骨折、残りの人生を胸から下は麻痺したまま生涯を送った。彼は試合後すぐにスティングリーの病院を訪問したが家族に面会を拒否されてスティングリーに会うことはできなかった。そしてスティングリーが2007年4月5日に死去するまでとうとう言葉を交わすことはなかった。彼はこのプレイに対して謝罪は行なっていない。「これは誰にでも起きうることです。人々は「私が謝罪をしない」ことを責めますが、私は謝罪しなければならないような悪いことは何もしなかった、あれはクリーンヒットだった。」と話している。"It could have happened to anybody," said Tatum. "People are always saying, 'He didn't apologize.' I don't think I did anything wrong that I need to apologize for. It was a clean hit."
RBのケニー・キングと1980年のドラフト指名権2つと引き換えにヒューストン・オイラーズにトレードされた。彼はプロ生活を1980年のシーズンの16試合にフル出場し自己最高の7インターセプトを達成通算で37インターセプト、9回のファンブルリカバーの記録を残して引退した後、現役生活を終えた。1972年のグリーンベイ・パッカーズとのゲームでは104ヤードのファンブルリカバータッチダウンを行ないNFL記録を作ったこの記録はアニーアス・ウィリアムズがその後記録している。

## 引退後
引退後彼は不動産ビジネスやカリフォルニア州ピッツバーグでレストランを経営した。ベストセラーとなった3冊の本を書いておりタイトルは、They Call Me Assassin（1980年）, They Still Call Me Assassin（1989年）, Final Confessions of NFL Assassin Jack Tatum（1996年）である。
2003年に糖尿病が原因のブドウ球菌感染症により左足の5本の指を切断することとなった。また右足にも血行障害が起きて切断することとなり、義足で生活し糖尿病の恐ろしさを知らしめるための運動を行なった。
2010年7月27日、オークランドの病院で心臓麻痺のため亡くなった。